# Mastodon (software)
 For alternative betydninger, se Mastodon. (Se også artikler, som begynder med Mastodon)
Mastodon er en gratis og open source software til at køre mikro-blogs-funktioner der ligner Twitters. Softwaren bruges af en række uafhængige computerknudepunkter (noder), kaldet "instanser". Hver Mastodon-bruger er medlem af en specifik instans, og disse kan derefter kobles sammen for at give brugere fra forskellige instanser mulighed for at kommunikere med hinanden.
Efter at Elon Musk efter et kaotisk forløb over et halvt år i 2022 overtog Twitter er mange brugere af dette sociale netværk flyttet over til Mastodon.

## Teknologi og struktur
Mastodon er en klient i fediverse / fødeverset. Mastodon er bygget op omkring forskellige flows eller tidslinjer. Der er en række forskellige klienter til at læse og sende til tidslinjer på de fleste platforme såsom Windows, macOS, Linux, Android og iOS og at de fleste af noderne kan tilgås direkte via en browser.
Mastodons noder er uafhængige instanser drevet af enkeltpersoner og organisationer i en decentral struktur. Denne struktur baserer sig på protokollen Activity Pub. For at kunne skrive på Mastodon og oprette sin egen tidslinje, skal brugeren oprette en konto på en Mastodon-instans eller oprette deres egen. Sammenslutningen mellem serverne kan også justeres.
Efter at have valgt en instans, er det muligt at flytte til en anden instans, hvis brugeren ønsker at skifte.

## Historie
Mastodon blev oprindeligt udviklet af Eugen Rochko og lanceret i 2016.